# Jair Picerni
Jair Picerni  est un joueur et entraîneur de football brésilien né le 20 octobre 1944 à São Paulo. Il jouait au poste d'arrière droit.

## Biographie

### Entraîneur
Il emmène la sélection olympique de son pays jusqu'en finale des Jeux olympiques d'été de 1984. 
Avec le Sport Recife, il est champion du Brésil en 1987.

## Palmarès

### Entraîneur
Avec le Sport Recife :
- Champion du Brésil en 1987.

Avec Gama :
- Vainqueur de la Série B en 1999.

Avec Palmeiras :
- Vainqueur de la Série B en 2003.

Avec le Brésil :
- Médaillé d'argent aux Jeux olympiques d'été de 1984.